# Jaume Fort
Jaume Fort Mauri (Cardedeu, Katalonija, 25. srpnja 1966.) je bivši španjolski rukometaš. Igrao je na mjestu vratara. Bivši je španjolski reprezentativac. Igrao je za nekoliko klubova: Cardedeu, Granollers, Avidesu iz Alzire, Cantabriju, njemački Lemgo i Frisch Auf! Göppingen i za Ciudad Real.
Igrajući za Španjolsku je osvojio srebro na EP-u 1996. godine te broncu na OI iste godine. Osvojio je brojne klupske naslove, uključujući i EHF-ov superkup 1998./1999. godine.

## Vanjske poveznice
- Web no oficial de Jaume Fort
- Entrevista a Jaume Fort a El Mundo
- Perfil  Arhivirana inačica izvorne stranice od 14. listopada 2012. (Wayback Machine)